# Вебер, Альбрехт Фридрих
Альбре́хт Фри́дрих Ве́бер (нем. Albrecht Friedrich Weber; 17 февраля 1825, Бреслау — 30 ноября 1901, Берлин) — немецкий востоковед (индолог, санскритолог) и педагог.

## Биография
В Бреслау его отец Фридрих Бенедикт Вебер (1774—1848) был профессором сельского хозяйства и политической экономии.
С 1848 Вебер читал в Берлинском университете лекции по санскритской литературе и санскритскому языку и состоял членом Берлинской Академии наук. Также он был иностранным членом-корреспондентом Императорской Санкт-Петербургской академии наук (с 1860 года).

## Труды
Его главнейшие работы: издание «белой» Яджурведы (Yajurveda, 2-e изд., вместе с «чёрной» Яджурведой, 1871—1872, Берлин), и «Indische Studien» (т. 1—8, Берлин. 1849—1864; т. 9—17, Лейпциг, 1865—1885). В последнем сборнике заключается масса отличных работ по различным вопросам индийской древности (например, о санскритской метрике, а также издание «Тайттирия-самхиты»). В этом сборнике было напечатано также издание Ригведы Теодора Ауфрехта.
Из других сочинений Вебера следует упомянуть:
- «Akademische Vorlesungen ueber ind. Litteraturgeschichte» (Берлин, 2 изд., 1876);
- «Verzeichmss der Sanskrithandschriften der königl. Bibliothek zu Berlin» (Берлин, 1853; т. 2, вып. I, Берлин, 1886; вып. II, 1888);
- «Indische Skizzen» (Берлин, 1857);
- перевод драмы «Mâlavikâ und Agnimetra» (Берлин, 1856);
- «Ueber das Çatrumjaya Mâhâtmya» (Лейпциг, 1858);
- «Ueber das Saptaçatakam des Hâla» (Лейпциг, 1870; новое издание Лейпциг, 1881).

Затем ему принадлежит ряд академических докладов, в том числе:
- «Die vedischen Nachrichten von den Nakshatra» (Берлин, 1860—1862),
- «Ueber das Nâmâyana» (Берлин, 1870),
- «Ueber das Pratijnâsûtra» (Берлин, 1871),
- «Ueber das Uttamacaritrakathânakam die Geschichte vom Prinzen Trefflichst» (Берлин, 1884),
- «Ueber den Pârasîprakâça das Krischnadasa» (Берлин, 1887),
- «Episches im vedischen Ritual» (Берлин, 1891) и др.

Часть его небольших статей и рецензий собрана в «Indische Streifen» (т. 1—2, Берлин, 1868; т. 3, Лейпциг, 1879).